# 二見密蔵院
二見 密蔵院（ふたみ みつぞういん、生没年不詳）は、戦国時代から江戸時代初期の僧、武将。高野山末寺の僧で、畠山氏にも仕えたものとみられる。

## 生涯
二見氏は大和国宇智郡二見郷（現在の奈良県五條市）を拠点とする武士。
元亀元年（1570年）、大坂本願寺が織田信長に対し挙兵したが、この時同じ宇智郡の牧野左兵衛尉や嶋野新介、二見治部とともに本願寺方の三好康長より加勢を求められ、密蔵院は野田・福島に追い込められた康長のもとに赴いている（野田・福島の戦い）。
その後、畠山氏に属して高屋城に来襲する三好勢と戦い、三好方の古橋城を落としたものの負傷したという。
天正8年（1580年）、宇智郡の坂合部兵部大夫の城へ伊賀衆が忍び入ったところ、真っ先に乗り込んで比類なき働きをしたとして高野山惣分所から感状を与えられた。この伊賀衆については、高野山の手に渡っていた城を取り戻すため坂合部氏が入城させたもの、またはこの頃「今度当山不慮之相剋」と記す文書があることから高野山内部の対立に起因するものと考えられる。
天正10年（1582年）の織田信長による高野攻めでは、松山重治が紀伊国伊都郡に多和城を築いて九度山表から攻めてきたが、千手院西山坊と密蔵院が大将となりそれを防いだ。また、密蔵院は山内の千手院にて狼藉者を捕らえるなどしている。天正10年（1582年）6月の本能寺の変後、高野山勢は粉河や根来に向け出動しているが、密蔵院もそれに従軍し戦功を立てたという。
元和7年（1621年）、将軍・徳川秀忠に1,000石で召され、宇智郡内では今井村に14石余を有した。密蔵院のその後については不明である。